# Старе Томишево
Старе Томишево (рос. Старое Томышево) — село в Новоспаському районі Ульяновської області Російської Федерації.
Населення становить 246 осіб. Входить до складу муніципального утворення Коптєвське сільське поселення.

## Історія
Від 2004 року входить до складу муніципального утворення Коптєвське сільське поселення.

## Населення
| 2010 |
| ---- |
| 246  |